# Bufo (teatro)
Bufo, bufos o teatro bufo, en el contexto de la dramaturgia, se llama a un género de teatro popular, de estilo mixto, satírico y musical, emparentado con la zarzuela, el sainete, la parodia y el apropósito. Tuvieron especial popularidad los "bufos habaneros" en Cuba, y los "bufos madrileños" trasplantados de París a la capital española por el actor, dramaturgo y empresario Francisco Arderíus.

## Historia
Como su propio nombre delata (bufo, burlón, grotesco, chocarrero), el teatro bufo tuvo su precedente directo en la opereta francesa, con raíces en las variantes humorísticas de la ópera italiana, y encarnándose en el cantante cómico que interpreta papeles de gracioso.

### Los bufos cubanos
Como todos los derivados del teatro bufo, los bufos cubanos solían ser piezas breves que no excedían los dos actos y que alternaban partes habladas con pasajes musicales de corte ligero y amable. El argumento, burlesco y muchas veces sin pies ni cabeza, ridiculizaba mitos y grandes temas. Se desarrollaron en Cuba durante el siglo XIX y constituyen un capítulo muy personal de la vertiente costumbrista de la cultura cubana.

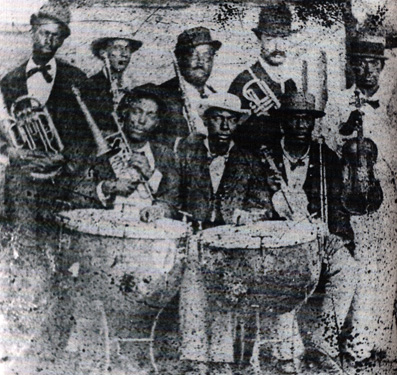
La orquesta "Flor de Cuba", en el Teatro Villanueva de La Habana.

Hay noticia del debut de los "Bufos Habaneros" en el teatro Villanueva, el 31 de mayo de 1868. El éxito popular de la fórmula propició que en poco tiempo surgiesen siete conjuntos más, convirtiéndose en una alternativa a los espectáculos predominantes en aquel momento: la ópera italiana, la zarzuela y el drama español, propios del contexto de aquella sociedad colonial.
Alejo Carpentier, ya en 1945, recogió el dato de la politización del teatro bufo cubano en la segunda mitad del siglo XIX, y en especial durante la guerra de los Diez Años; las críticas y burlas contra la autoridad colonial española provocaron que los bufos fueran prohibidos en la isla por varios años.

### Bufos madrileños
Los "bufos" («bouffes») fueron presentados en Madrid en 1866 por la compañía de "Bufos Madrileños" creada por Francisco Arderíus, siguiendo el modelo parisino de Offenbach.
A su regreso de un viaje a París en 1865, Arderíus, cantante mediocre y excelente cómico, tomó como referencia la aceptación que había tenido la zarzuela Los dioses del Olimpo, para poner en práctica un nuevo juguete cómico que revolucionaría el gallinero teatral madrileño. La presentación del invento se hizo el 22 de septiembre de 1866 en el Variedades (teatro popular que Arderíus re-bautizó con el nombre de Teatro de la Compañía de los Bufos Madrileños), poniendo en escena El joven Telémaco, una obra de Eusebio Blasco y el maestro Rogel, que resultó un éxito. Con Arderíus estaban otros libretistas y músicos como Ruiz, Escríu, Orejón y Cubero, Sampelayo y Gómez, Bardan, Rey, Celsa Fontfrede y Hueto. Y con ellos Manuel del Palacio, Eusebio Blasco y Eduardo Saco, que para celebrar el aniversario del nacimiento de Arderíus crearon Tanto corre como vuela. También se representaron El conjuro, entremés de Calderón de la Barca, refundido por Ayala, con música de Arrieta; El pavo de Navidad un apropósito de circunstancias, de Ricardo Puente y Brañas y Francisco Asenjo Barbieri, y una larga lista de populares éxitos. El cronista isabelino Carlos Cambronero remata su información anotando que en enero de 1867 tuvo lugar en el mencionado Teatro Novedades un gran concierto clásico bufo, parodia de los de Barbieri, firmada por Arderíus, Escríu, Cubero y Orejón.
En 1868, buscando mayor aforo, los "bufos" se trasladaron al Teatro del Circo donde continuarían con similares éxitos hasta el otoño de 1872. Arderíus y sus bufos disolvieron la compañía en enero de 1873, cuando representaban El tributo de la cien doncellas]], con música del maestro Barbieri.

## Los bufos y los maestros del realismo español
Resulta curioso observar la atracción que un fenómeno popular como los "bufos" produjo en la plana mayor de los novelistas del realismo español, incluyéndolos en sus argumentos y opinando o analizándolos cuando se trataba de obras de crítica literaria. Sirva como referencia esta breve relación:
- Juan Valera arremete contra los "bufos", su origen y sus consecuencias sociales en su libro Pasarse de listo.[13]
- Benito Pérez Galdós los defendió en su etapa de periodista costumbrista y llegó a incluirlos en sus novelas (Doña Perfecta).[14]
- Otros autores contemporáneos que se acercaron al fenómeno teatral fueron, por ejemplo: José María de Pereda (en Escritos de juventud y Esbozos y rasguños), Emilia Pardo Bazán en La cuestión palpitante) y Pedro Antonio de Alarcón en Juicios literarios y artísticos.[15]